# Stanley Smith
Stanley Smith (nascido em 20 de agosto de 1952) é um ex-ciclista olímpico barbadense. Representou sua nação na prova de velocidade nos Jogos Olímpicos de Verão de 1976.